# ستاره میستو (ناحیه اوهرسکه هرادیشتی)
ستاره میستو (ناحیه اوهرسکه هرادیشتی) (به چکی: Staré Město) یک منطقهٔ مسکونی و شهرستان دارای شهرک سابقاً روستا در جمهوری چک است که در ناحیه اوهرسکه هرادیشتی واقع شده‌است. ستاره میستو ۶٬۸۵۳ نفر جمعیت دارد.

## خواهرخوانده
شهر تونیسفورث خواهرخواندهٔ ستاره میستو (ناحیه اوهرسکه هرادیشتی) هست.